# Pabellón del Valle de Hebrón
El Pabellón del Valle de Hebrón (en catalán, Pavelló de la Vall d'Hebron) es una instalación polideportiva ubicada en el distrito de Horta-Guinardó de Barcelona. Desde 1997 es gestionado por la empresa IGE BCN como Centro Deportivo Municipal Olímpics Vall d’Hebron .
Cuenta con diversas instalaciones para la práctica de diferentes deportes: un amplio salón con pistas para voleibol, baloncesto o fútbol sala y en la que se han acogido eventos culturales y sociales o numerosos espectáculos musicales; una piscina para la práctica de los deportes acuáticos, tres frontones para la práctica de la pelota vasca y el frontenis y salas de aeróbics, fitness y fisioterapia.

## Historia
Fue inaugurado en 1992 bajo diseño de los arquitectos Jordi Garcés y Enric Sòria.
En 1992 albergó parte de la fase preliminar y los cuartos de final femeninos del torneo de voleibol de los XXV Juegos Olímpicos, contando con gradas provisionales para 2.500 espectadores, así como la competición de pelota vasca que se disputó como deporte de exhibición en los mencionados Juegos.
Actualmente se conoce con el nombre de Pabellón Municipal de Deportes de la Vall d’Hebron (en catalán, Pavelló Municipal d’Esports de la Vall d’Hebron).

## Instalaciones
La edificación se divide en dos recintos autónomos: el Palacio Municipal de Deportes y el Centro Municipal de Pelota (en catalán, Palau Municipal d'Esports y Centre Municipal de Pilota, respectivamente). En conjunto es un edificio rectangular de 122 m por 75 m, con una superficie total construida de más de 18.000 m². 

### Palacio Municipal de Deportes
Cuenta con un amplio salón con pistas para la práctica de voleibol, baloncesto, balonmano o fútbol sala y en la que se han acogido diversos eventos culturales y sociales o numerosos espectáculos musicales. Tiene una capacidad de 1.670 espectadores sentados.
En sus almacenes se han implementado adicionalmente salas de gimnasia aeróbica, fitness, medicina deportiva y fisioterapia.

### Centro Municipal de Pelota
Está compuesto por tres frontones, el mayor de 54 m de largo, el corto de 36 m y un trinquete de 30 m. Las gradas brindan asiento a 1200, 820 y 666 espectadores, respectivamente.
Bajo los frontones se encuentra una piscina climatizada para la práctica y el aprendizaje de la natación.